# Bornu

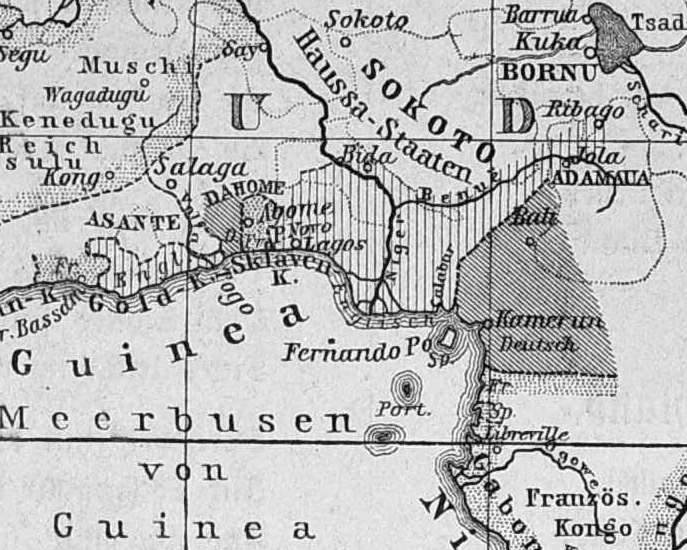
Lage von Bornu auf einer deutschen Karte von 1891 (oben rechts)

Bornu war ein Reich im Zentralsudan, das auf dem Gebiet der heutigen Staaten Nigeria, Niger und Tschad lag. Zu Beginn des 19. Jahrhunderts hatte es in seiner größten Ausdehnung zusammen mit dem von ihm abhängigen Kanem und mit dem von beiden eingeschlossenen Tschadsee eine Fläche von ungefähr 242.701 km². Das eigentliche Reich Bornu, umgeben von den benachbarten Reichen Mandara, Adamaua, Sokoto und dem Tuareggebiet in der Sahara, hatte eine Fläche von ungefähr 148.405 km². Seit 1979 ist Borno ein Bundesstaat der Föderation Nigeria.

## Kanem-Bornu: Entwicklungen vom 13. bis zum Ende des 18. Jahrhunderts

Bornu im Jahre 1750

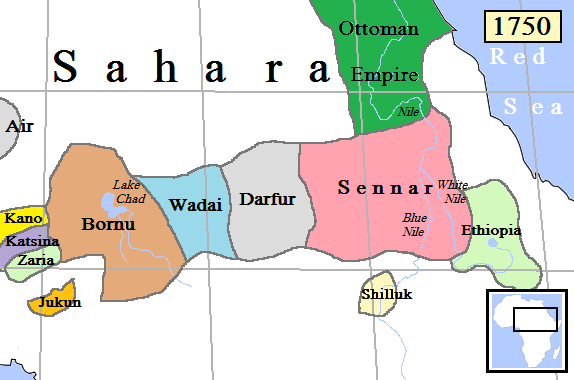
Bornu in Zentralafrika um 1750

Das westlich des Tschadsees gelegene Bornu war seit ältester Zeit Teil des Kanem-Reiches. Zwar taucht der Name bei den arabischen Autoren erst in der Mitte des 14. Jahrhunderts auf, aber schon Dunama Dibalemi (1203–1242) hatte seinen Regierungssitz zeitweilig in Bornu. Darüber hinaus gibt die bis in die vorchristliche Zeit zurückreichende Bayajidda-Legende der Hausa eine frühe Vorherrschaft des Tschadreiches über die Hausastaaten und eine notwendige militärische Präsenz westlich des Tschadsees zu erkennen. Insofern ist die Aussage des Diwan, wonach die Umar b. Idris (1376–1381) die angestammte Hauptstadt der Sefuwa in Kanem, Njimi, unter dem Druck der Bulala verließ und sich nach Kaga in Bornu zurückzog, nicht im Sinne eines Exodus in ein neues Land zu verstehen. Vielmehr gaben die Sefuwa ihre Stammprovinz östlich des Tschadsees auf, um sich endgültig in ihrer sicheren und einträglicheren Zweitprovinz westlich des Tschadsees niederzulassen. Hier brach allerdings ein dynastischer Konflikt zwischen den Nachfolgern der beiden Brüder Idris b. Nikale (1335–1359) und Dawud b. Nikale (1359–1369) aus, der erst durch Ali Gaji (1455–1478) beigelegt werden konnte. Zur Konsolidierung seiner Herrschaft über Bornu baute Ali Gaji ca. 1460 die neue Hauptstadt Gazargamo. Obgleich das Augenmerk der Sefuwa weiterhin auf Kanem gerichtet war und sie auch zeitweilig Kriegszüge dorthin unternahmen, gelang es erst Idris Alauma (1564–1596), das Land endgültig zu unterwerfen und einen ihm gefügigen Bulala-König in der neuen Provinzhauptstadt Mao zu installieren. Er selbst oder ein späterer König schickte aber schließlich einen dem Königshaus verbundenen Sklavenbeamten der Hausa dorthin, den Dalatu, um die unsicheren Bulala zu ersetzen. Dieser wurde zum Gründer der neuen Dynastie der Dalatoa, die bis zum Beginn des 19. Jahrhunderts in einem Abhängigkeitsverhältnis zu den Sefuwa verblieb.

## Drei Dynastien – die Sefuwa, die al-Kanemi und Rabih Fadlallah

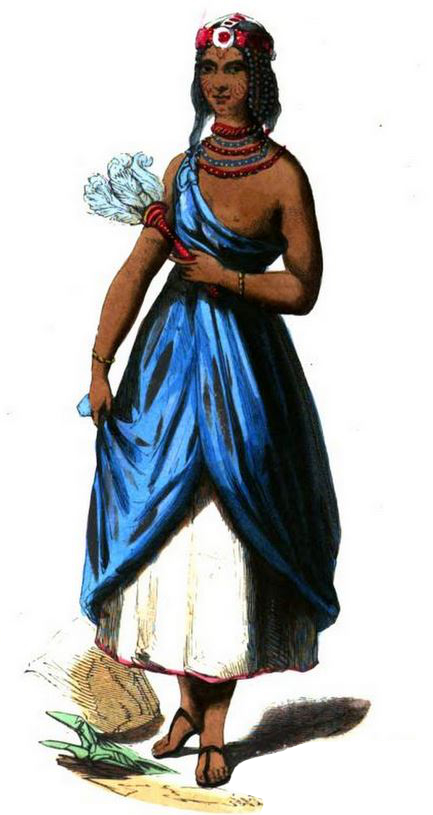
Junge Bornuesin, Mitte des 19. Jahrhunderts

Die Lage in Bornu veränderte sich dramatisch infolge des Fulani-Dschihad, den Usman dan Fodio 1804 im westlichen Randgebiet des Hausastaates Gobir ausrief. Nach der Eroberung der meisten Hausastaaten griffen die Dschihadisten auch Bornu an und vertrieben die Sefuwa 1808 aus ihrer Hauptstadt Birni Gazargamo. Nur mit Hilfe des wehrhaften Kanembu-Gelehrten Muhammad al-Amîn al-Kânemî gelang es den Sefuwa schließlich, den Angriffen der Fulani Einhalt zu gebieten. Ab 1820 wurde die Vorherrschaft ihres vormaligen Erretters jedoch immer erdrückender. Als al-Kanemi 1837 starb, wurde seinem Wunsch zufolge sein Sohn Umar (1837–1881) zu seinem Nachfolger ernannt. Im Jahr 1846 unternahmen die Sefuwa einen letzten verzweifelten Versuch, die Kanemi aus der Macht zu vertreiben, indem sie den König von Wadai zu Hilfe riefen. Doch das Komplott flog auf, und alle Mitglieder des Königshauses der Sefuwa wurden, soweit sie nicht die Flucht ergreifen konnten, hingerichtet. Sultan Umar ist durch die Unterstützung, welche er den deutschen Reisenden Barth, Vogel, Beurmann, Rohlfs und Nachtigal angedeihen ließ, bekannt geworden; 1870 sandte ihm König Wilhelm von Preußen deshalb eine Anzahl Geschenke.
1893 eroberte der aus Oberägypten stammende, den Mahdisten nahestehende arabische Sklavenjäger Rabih b. Fadlallah Bornu, nachdem er zuvor Teile des Ost-Sudans unter seine Kontrolle gebracht hatte. Er vertrieb oder tötete die Mitglieder der Dynastie der al-Kanemi und errichtete eine Schreckensherrschaft. Dabei geriet er in Gegensatz zu den kolonialen Interessen Frankreichs. Am 22. April 1900 verlor Rabih Leben und Reich in der Schlacht bei Kousséri am Tschadsee gegen französische Kolonialtruppen unter Oberst François Joseph Amédée Lamy. Das Gebiet, das die 1000-jährige Saif-Dynastie hervorgebracht hatte, wurde unter den Kolonialmächten Frankreich, Großbritannien und Deutschland aufgeteilt. Die Briten anerkannten nach dem System der indirect rule Bukar Garbai, einen Großenkel al-Kanemis, als Shehu des von ihnen verwalteten Teil von Bornu. Französische Truppen besetzten das Gebiet südlich des Tschadsees und installierten in Dikwa einen anderen Nachkommen al-Kanemis als Herrscher. Das Gebiet wurde gemäß der Abkommen zwischen Frankreich und dem Deutschen Reich 1901 durch eine Expedition der deutschen Schutztruppe unter der Führung von Curt von Pavel als Deutsch-Bornu übernommen und der Residentur der Deutschen Tschadseeländer angegliedert. Den Franzosen verblieb das Gebiet nördlich des Komadugu Yobe bis hin zum Tschadsee, das unter direkte Militärherrschaft gestellt wurde.

## Das Land Bornu im 19. Jahrhundert

Reich Bornu im Jahre 1810

Das Land war im Ganzen eine weite Tiefebene; nur im Westen und Süden treten Bergzüge von 200 bis 300 Meter in die Höhe. Der Boden ist zum großen Teil sandig und wenig fruchtbar, kulturfähig aber besonders in den regelmäßig durch Überschwemmungen bewässerten, früher dicht bewaldeten Uferlandschaften der Flüsse, wo auch die Mehrzahl der Bevölkerung lebte.
Unter den Gewässern gelten der Tschadsee, durch welchen Bornu-Kanem getrennt wird, der Komadugu Yobe oder Waubé und der Schari, welcher die Ostgrenze des historischen Bornu bildete, als die bedeutendsten. 
Die Produkte von Bornu sind im Allgemeinen die des Sahelgebietes. Der Baumwuchs besteht fast nur aus Akazien und Tamarinden, Palmen finden sich nur unmittelbar an den Flussufern. Zu den vorzüglichsten Kulturgewächsen gehören Hirse, Sorghum, Mais, Baumwolle und Indigo. 
Früher waren in Bornu Herden von Elefanten, Löwen, Giraffen, Büffeln und Antilopen häufig anzutreffen. Die Wälder waren belebt von Affen verschiedener Art, Zibetkatzen und farbenvollen Vögeln; aber auch Schlangen, Skorpione und Raubtiere der Steppe waren zahlreich. Während der trockenen Jahreszeit durchzogen das Land Schwärme von Gazellen und Straußen. Noch zahlreicher waren die zahmen Haustiere: Rinder, Schafe und Ziegen. 
Die streng muslimische Bevölkerung, deren Zahl Heinrich Barth und Gustav Nachtigal übereinstimmend auf fünf Millionen schätzen, bestand aus einem Gemisch verschiedener Völker: Kanuri (1,5 Mill.), Kanembu, Kojam und Tibbu (150.000), Makari, Keribina und Musgo (750.000), Manga und Bedde (750.000), Haussa und Fulbe (500.000), Mandara, Malgwa (Gamergu), Marghi (250.000), Araber, Tuareg und andere (250.000), Ngizzem, Kerrikerri, Babir (250.000).
Die Hauptausfuhr des Landes bildeten Sklaven; eingeführt wurden Salz, Kattun, Burnusse und Zucker. Landübliches Zahlungsmittel waren die Kauris, von denen etwa 4000 einem Mariatheresienthaler wert waren; bei größeren Summen bediente man sich der Toben (blauer Hemden). Der Marktverkehr ist seither durch vollständige Handels- und Gewerbefreiheit erleichtert worden.
Hauptstadt und Residenz des Sultans war Kuka (Kukawa), mit 60.000 Einwohnern; die übrigen bevölkerungsreichsten Städte waren Ngornu am Tschadsee und Dikwa südlich des Sees mit je 30.000 Einwohnern. Zu nennen sind weiterhin Maschena, Nguru, Dora, Gudjeba, Makari und Logone.

## Bornu heute
Seit 1976 trägt ein Bundesstaat Nigerias, Borno, den Namen des historischen Reiches. Hier übt der Shehu von Bornu in Maiduguri weiterhin seine traditionelle Herrschaft aus. Der ehemals deutsche Teil Bornus mit der Hauptstadt Dikwa wurde nach der Unabhängigkeit Nigerias und Kameruns im Anschluss an ein Referendum an Nigeria abgetreten. Das früher französische Gebiet ist heute Bestandteil der Republik Niger.